# Philip Bender
Philip Bender (* 30. Juni 1980 in Berlin als Philip Reichenbach) ist ein deutscher Schauspieler.

## Leben
Philip Bender wurde im Berliner Stadtteil Märkisches Viertel als Sohn einer Deutschen und eines sierra-leonischen Diamantenschleifers geboren. Seine Großmutter ist die ehemalige DDR-Theaterschauspielerin Maria Baden (Ursula Bender), die unter anderem im Schauspielhaus Bochum unter Saladin Schmitt spielte und das Handwerk bei Gustaf Gründgens erlernte.
Philip Bender begann seine schauspielerische Karriere im Alter von fünf Jahren mit kleineren Theaterrollen und setzte sie während seiner Schulzeit im Waldorfinternat Schloss Hamborn fort. Dort erhielt er auch seit der siebten Klasse Sprechunterricht.
Als Filmschauspieler verkörpert Bender häufig melancholische und schwierige Charaktere. Für seine Leistung als Eve Anderson in dem international gefeierten Kurzfilm A damn Killer erhielt Bender 2010 beim Hollywood Reel Independent Filmfestival den Preis für den besten Nebendarsteller (Best supporting Actor). Außerdem erhielt er mit seiner Produktionsfirma Framerausch Production, die er mit Freunden zusammen betreibt, den Publikumspreis (Peoples Choice Award) beim Ecu Filmfestival in Paris.
Philip Bender ist Autodidakt und besuchte sechs Monate lang die Schauspielschule „Theaterwerkstatt Charlottenburg“. Anschließend hatte er mehrere kleinere Rollen in der RTL-Fernsehserie Hinter Gittern.
2010 erhielt Bender eine Gastrolle bei der ZDF-Serie Der Kriminalist unter der Regie von Thomas Jahn.
Von 2013 bis zum Sommer 2014 verkörperte er die Rolle des Felix Menzel in der Reality-Seifenoper Berlin – Tag & Nacht. Nach seinem Ausstieg bei BTN übernahm er einen Imbissbetrieb in Berlin. Zudem begann er eine Karriere als Sänger einer Hip-Hop-Band.

## Filmografie
- 2007: Shanzo Brown
- 2009: Die Befreiung
- 2009: Johnnys Johnnys
- 2009: Lebe Companereo
- 2010: 5 Min
- 2010: A damn Killer (Kurzfilm)
- 2010: Anna und die Liebe
- 2010: Autoeintreiber
- 2010: Der Kriminalist
- 2010: Einstürzende Mauern
- 2010: eMANNzipation
- 2010: Mike Lenn Vision
- 2010: Piu Forte
- 2011: Un Deux Trois
- 2011: Schloss Einstein Folge: 703 (Spax’ Manager)
- 2012: Zugriff Jede Sekunde Zählt (RTL2 als Geiselnehmer)
- 2012: Im Netz (Teil 5 der „Kleinen Benimmschule“)
- 2013–2014: Berlin – Tag & Nacht
- 2014: Shanzo
- 2014: Die Zollfahnder (RTL 2 als Drogenschmuggler)
- 2019: Billy Kuckuck – Eine gute Mutter
- 2021: Tonis Welt (Fernsehserie, Vox)
- 2021: In aller Freundschaft – Die jungen Ärzte – Freigeschwommen

## Auszeichnungen und Nominierungen
- Best Supporting Actor (Hollywood Reel Independent Filmfestival)